# Первомайское (деревня, Вологодский район)
Первомайское — деревня в Вологодском районе Вологодской области.
Входит в состав Подлесного сельского поселения, с точки зрения административно-территориального деления — в Подлесный сельсовет.
Расстояние по автодороге до районного центра Вологды — 16 км, до центра муниципального образования Огарково — 3 км.
По данным переписи в 2002 году постоянного населения не было.